# Oruga (planta)

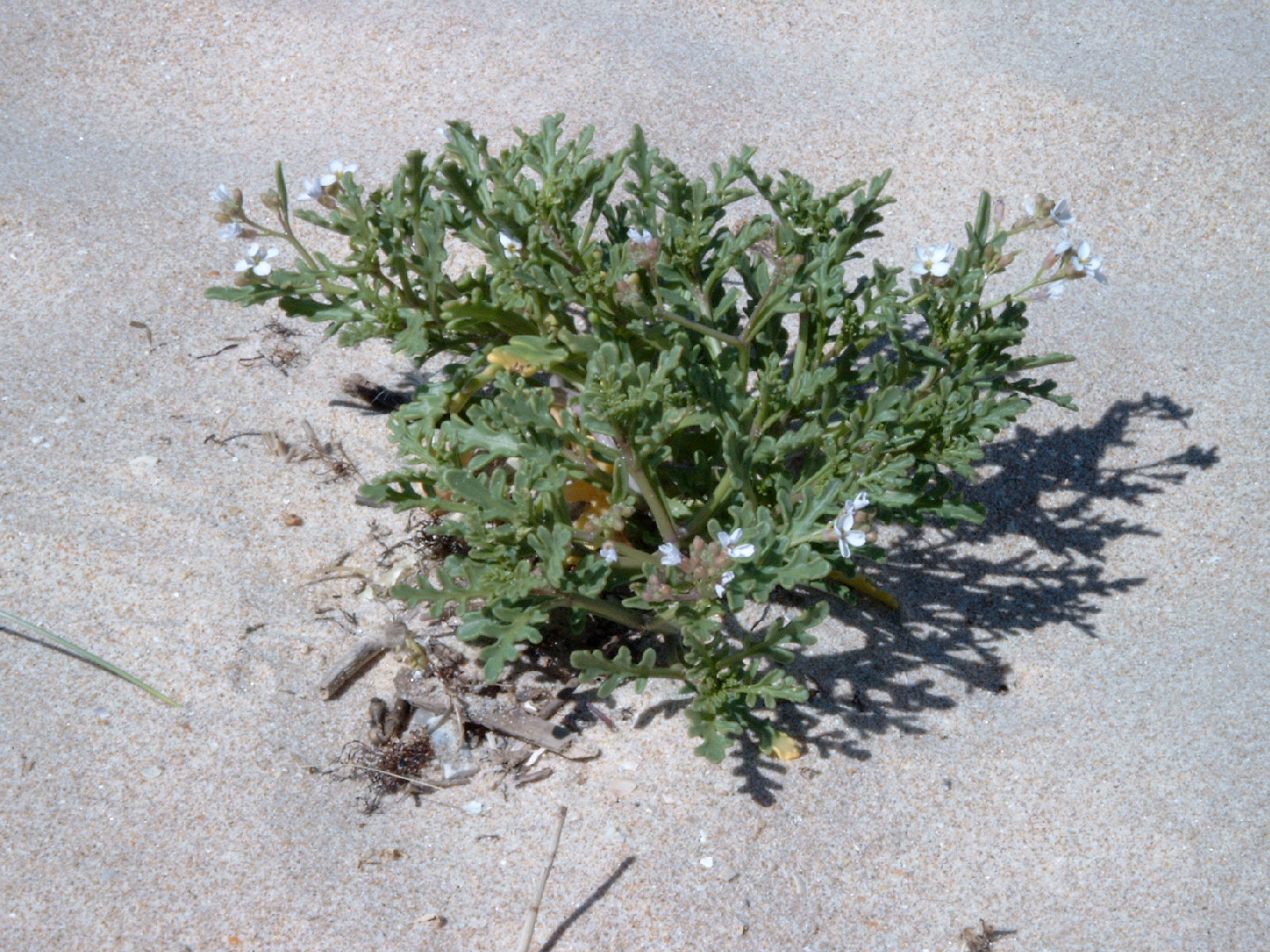
Cakile marítima, una de las plantas que pueden ser llamadas orugas.

Se denomina oruga a diversas especies de plantas herbáceas presentes en la península ibérica de la familia de las crucíferas. Eruca vesicaria var. sativa es cultivada en la región mediterránea para ensalada y en diversos países asiáticos, como Irán o la India, por sus semillas (jamba o taramira). También se llama oruga (oruga marítima) a Cakile marítima, una hierba que crece en las playas europeas. Otra crucífera a la que se le puede aplicar es Arabidopsis thaliana, una especie muy utilizada en la investigación biológica y la primera planta de la que se secuenció el genoma completo.
No aguanta el frío